# Елис Айлънд
Eлис Айлънд (на английски: Ellis Island – остров Елис) е остров, разположен в устието на река Хъдсън в Нюйоркския залив, който в днешно време е превърнат в музей.
В миналото е бил най-големият център за приемане на имигранти в САЩ и е действал от 1892 до 1954 година. Островът е собственост на федералното правителство и от 1965 г. се стопанисва от Службата за националните паркове на САЩ.. На съседния Либерти Айлънд се намира статуята на Свободата.